# Северна Ирска
Северна Ирска (енгл. Northern Ireland, ир. Tuaisceart Éireann, алшко. Norlin Airlann) је један од четири конститутивна ентитета Уједињеног Краљевства. Налази се на североисточном крају острва Ирска у покрајини Алстер, и састоји се од шест грофовија. Северна Ирска је једини део Уједињеног Краљевства са спољном копненом границом (са Републиком Ирском). Створена је Актом о Влади Ирске из 1920.

## Историја

### Позадина
Данашња област Северне Ирске била је поприште Ирског рата против енглеске колонизације крајем шеснаестог века. Енглеска контрола над Краљевином Ирском је проглашена од стране енглеског краља Хенрија VIII 1542. године али је отпор Ираца онемогућио енглеску владавину над острвом. Колонизација Ирске је вршена с циљем да се ојача енглеска власт. После пораза Ираца у бици код Кинсејла, келтска и римокатоличка аристократија је 1607. пребегла у Европу. Након тих догађаја долази до великих програма колонизације енглеских протестаната, углавном англиканаца, и Шкота, претежно презвитеријанаца. 
У периоду између 1610. и 1717. насељено је отприлике 100.000 људи из северне Шкотске. Ти догађаји су изменили етничку структуру, па је у Алстеру однос Шкота, Ираца и Енглеза био 5:3:1. По избијању Рата између три краљевства долази до побуне Ираца 1641, коју су предводили ирски племићи, против енглеске власти, и великог масакра над колонистима у Алстеру. Победе енглеских снага у том рату као и победа протестаната у Рату два краља крајем 16. века учврстиле су власт англиканске цркве, тј. Цркве Ирске у Ирској. Победе у биткама код Дерија 1698. и на Бојну 1690. се и данас прослављају међу унионистима.
Након победе 1691. донет је низ закона с циљем смањења политичких и економских слобода католика али и презвитеријанаца у Ирској. Отворена институционална дискриминација Ираца у 18. веку од стране Енглеза утиче на настанак тајних милитантних удружења. Крајем 18. века сукоби између милитантних група достижу врхунац после догађаја познатог као Битка за Дајмонд. Превагу остварује англиканско – презвитеријанско тајно удружење Пип о'Деј Бојс (енгл. Peep o'Day Boys) над католичким Дифендерс (енгл. Defenders), што доводи до стварања англиканског Наранџастог реда (енгл. Orange Order). Подстакнути Француском буржоаском револуцијом, Друштво уједињених Ираца (енгл. Society of the United Irishmen) предводи Ирски устанак из 1798.. Они захтевају прекид уставних веза између Ирске и Британије и уједињење свих Ираца. Након овога, у покушају да обузда секташтво и поништи дискриминаторске законе, као и да спречи стварање републике по француском моделу у Ирској, влада Краљевине Британије доноси одлуку о уједињењу два краљевства. Као последица тога 1801. створено је Уједињено Краљевство Велике Британије и Ирске, са владом и парламентом у Лондону.

### Подела Ирске
Након овога, они који су подржавали унију између Ирске и Велике Британије постали су познати као „унионисти“. У данашњој Северној Ирској они су углавном били протестанти (англиканци и презвитеријанци). Током 19. века, реформама закона започетим крајем 18. века укинута је законска дискриминација католика, започети су напредни програми са циљем да омогуће пољопривредницима откуп земље од велепоседника. Крајем 19. века, могућност аутономије Ирске унутар Уједињеног Краљевства, позната као „самоуправа“ (енгл. Home Rule), постајала је све извеснија.
Услед несугласица око буџета долази до сукоба између Доњег дома и Дома Лордова. Због тога је усвојен Акт о Парламенту из 1911. према ком вето Дома Лордова може да се поништи. Вето Дома Лордова је представљао сигурност за унионисте да неће бити остварена самоуправа, јер су у њему већину имали унионисти. Као одговор, противници самоуправе, од Ендру Бонар Лоа вође Конзервативне странке и даблинског баристера Сер Едварда Карсона до милитантних униониста у Ирској, су запретили насиљем. Током 1914. они су прокријумчарили значајну количину оружја и муниције из Немачке намењену Алстерским добровољцима, паравојној организацији која се противила примени самоуправе.
Унионисти су били мањина на острву али су зато представљали већину у северној провинцији Алстер и веома велику већину у окрузима Антрим и Даун, а нешто мању превласт су имали и у окрузима Арма и Лондондери. Представљали су и значајан удео у становништву округа Фермана и Тајрон. Од ових шест округа ће касније бити формирана Северна Ирска.
Године 1914. донет је Трећи акт о самоуправи (енгл. Third Home Rule Act) по ком је предложено да се „привремено“ ових шест округа одвоји од остатка Ирске. Овај указ је одобрен од стране краља. Међутим, његова примена је била обустављена јер је донет пред сам почетак Првог светског рата. По завршетку рата, сматрано је да се овај указ не може применити. Јавно мњење у деловима Ирске, које је раније тражило већу аутономију унутар Уједињеног Краљевства, током рата мења став и тражи независност за Ирску. Дејвид Лојд Џорџ је 1919. предложио нацрт закона којим би Ирска била подељена на две области. Једном облашћу би се управљало из Даблина и она би обухватала 26 округа, док би се другом облашћу управљало из Белфаста и она би обухватала 6 округа. Посредник између те две области би био лорд-заступник Ирске који би именовао обе владе и Савет Ирске, за који је Лојд Џорџ веровао да ће једног дана постати Ирски парламент. 
На парламентарним изборима 1918. странка која се залагала за независност Ирске Шин Фејн освојила је седамдесет три од сто пет места у Ирској и успоставила парламент који је функционисао ван правног поретка Уједињеног Краљевства.
Ирска је по одредбама Указа о Влади Ирске из 1920. подељена на Северну и Јужну Ирску 1921. током рата за независност између Ирске и Британије. По завршетку рата 6. децембра 1922. и одредбама Англо-ирског споразума, Северна Ирска је привремено постала аутономни део Ирске Слободне Државе.

### Северна Ирска
Међутим, као што се могло претпоставити Парламент Северне Ирске је већ наредног дана одлучио да одбаци одредбе Англо-ирског Споразума. Недуго затим, основана је Ирска комисија за утврђивање границе с циљем дефинисања границе између Слободне Државе Ирске и Северне Ирске. Због избијања Ирског грађанског рата рад комисије је одложен до 1925. Вође у Даблину су очекивале постепено смањење територије Северне Ирске, јер би се проирске области припојиле Слободној Држави Ирској. Међутим Комисија је донела другачију одлуку, у свом извештају је препоручила отцепљење неких мањих делова Слободне Државе Ирске и њихово припајање Северној Ирској. Извештај је заташкан а ради компромиса умањен је део јавног дуга Слободне Државе Ирске према Уједињеном Краљевству, распуштен је Савет Ирске и првобитна граница шест округа је промењена уз минималне измене.
Британски премијер Винстон Черчил у јуну 1940. ради придобијања Ирске за савезничку коалицију, нуди премијеру Ирске Ејмону де Валери гаранцију Уједињеног Краљевства да ће подстаћи стварање јединствене ирске државе. Међутим де Валера је одбио понуду јер је проценио да Черчил неће моћи да испуни обећање. Иначе за ову понуду власти у Белфасту нису знале и она је доспела у јавност тек 1970. 
Указом о Ирској из 1949. по први пут су дате правне гаранције Парламенту Северне Ирске и Влади Северне Ирске према којима се Северна Ирска не може отцепити од Уједињеног Краљевства уколико за то није већина њених грађана.
Северноирски сукоб који је почео крајем 1960-их је био увод у тридесетогодишње насиље између националиста у Северној Ирској, углавном католика, и униониста, углавном протестаната, током којих су убијене 3.254 особе.
Сукоб је настао због оспореног статуса Северне Ирске унутар Уједињеног Краљевства и дискриминације националиста од стране униониста. 
У периоду између 1967. и 1972. Северноирско удружење за људска права (енгл. Northern Ireland Civil Rights Association, скраћено NICRA) је заговарало грађанску непослушност као средство борбе против дискриминације, по узору на покрет за људска права у САД. Међутим њихова кампања и реакција на њу је била само увод у још веће насиље. Већ 1969. почињу оружане кампање паравојних група, међу којима су биле Привремена кампања ИРЕ 1969-1997. са циљем окончања британске владавине у Северној Ирској и стварања нове јединствене Ирске тј. Ирске Републике са тридесет два округа, и Алстерске добровољачке снаге, основане 1966. као одговор на слабљење британског утицаја и доминације униониста у Северној Ирској.
Британска војска и полиција су такође биле укључене у сукоб. Став британске владе је био да њене снаге треба да буду неутралне у сукобу, а да је њихов једини циљ очување реда и закона у Северној Ирској као и права народа Северне Ирске на демократско самоопредељење. Ирски републиканци су државне снаге сматрали за непријатељске и оптужили их да су у дослуху са унионистичким паравојскама.

## Спорт
Најзаступљенији спортови у Северној Ирској су рагби, фудбал, крикет, голф и снукер.